# Вербас (община)
Общи́на Вербас (серб. Општина Вербас) — община в Сербії, в складі Південно-Бацького округу автономного краю Воєводина. Адміністративний центр общини у Воєводині — містечко Вербас.

## Населення
Згідно з даними перепису 2007 року в общині проживало 42 092 особи, з них:
- серби — 23 251 — 55,24 %;
- чорногорці — 7353 — 17,47 %;
- русини-українці — 4210 — 10,01 %;

Решту жителів  — зо два десятка різних етносів, зокрема: югослави, хорвати, угорці, німці. Загалом, русинів-українців налічується більше 5 000 осіб, але чимало з них уже асимілювалося.
| Рік  | Населення, люд. |
| ---- | --------------- |
| 1991 | 45 519          |
| 2001 | 46 003          |
| 2002 | 45 764          |
| 2003 | 45 502          |
| 2004 | 45 287          |
| 2005 | 44 981          |
| 2006 | 44 570          |
| 2007 | 44 202          |
| 2011 | 42 092          |

## Населені пункти

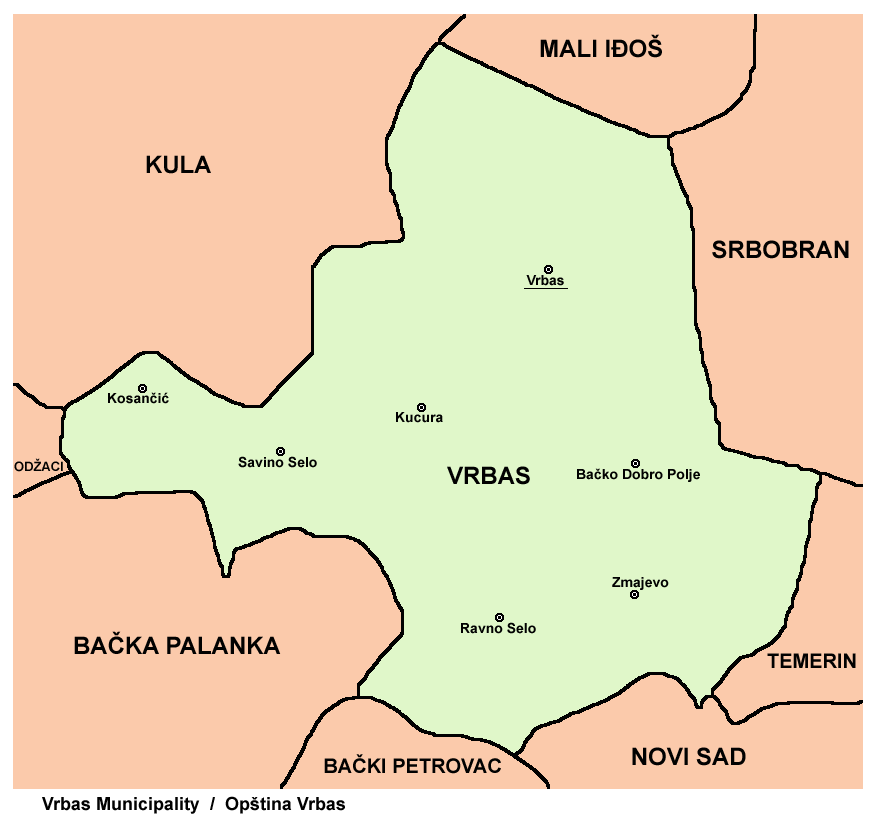

Община утворена з 5 населених пунктів (з них 1 місто — центр общини):
| Населений пункт  | Сербська назва (cirill) | Угорська назва (latin) | Населення (2011) |
| ---------------- | ----------------------- | ---------------------- | ---------------- |
| Бачко-Добро-Поле | Бачко Добро Поље        | Kiskér                 | 3538             |
| Куцура           | Куцура                  | Kucora                 | 4323             |
| Змаєво           | Змајево                 | Ókér                   | 3873             |
| Косанчич         | Косанчић                | Péklapuszta            | 100              |
| Рівне Село       | Равно Село              | Sóvé                   | 3088             |
| Савине Село      | Савино Село             | Torzsa                 | 2946             |
| Вербас           | Врбас                   | Verbász                | 23910            |